# René Guissart
René Jacques Guissart (født 12. september 1929 i London, England, død 8. september 2014) var en fransk roer, bror til Jean-Jacques Guissart.
Guissart vandt en bronzemedalje for Frankrig ved OL 1956 i Melbourne i disciplinen firer uden styrmand. Yves Delacour, Gaston Mercier og Guy Guillabert udgjorde resten af besætningen. Franskmændene fik bronze efter en finale, hvor Canada vandt guld, mens USA tog sølvmedaljerne. Han deltog også ved OL 1952 i Helsinki, som del af den franske toer uden styrmand.

## OL-medaljer
- 1956:  Bronze i firer uden styrmand